# Durabilità
La durabilità o durevolezza è la capacità di un prodotto fisico di rimanere funzionante senza eccessive operazioni di manutenzione o riparazioni, nelle condizioni normali del suo ciclo di vita. Questa può essere misurata in diversi modi, dipendenti dal campo di applicazione. Per esempio in anni di vita, ore di uso o cicli operativi. In economia i beni con una lunga vita d'uso sono definiti come beni durevoli. In Scienza degli Alimenti, la durabilità può essere anche intesa come vita commerciale dell'alimento o "shelf-life".

## Requisiti per la durabilità del prodotto
La durabilità del prodotto, esclusa quella alimentare, dipende dalla facilità con cui può essere riparato, in congiunzione con una costante manutenzione. un prodotto durevole deve essere adattabile agli sviluppi tecnici, tecnologici e progettuali. A ciò deve accompagnarsi la disponibilità del consumatore a non avere necessariamente l'"ultima versione" di un prodotto.

## Legislazione
La durabilità come caratteristica relativa alla qualità dei beni che può essere richiesta dal consumatore non è stata chiaramente stabilita nel Regno Unito fino ad un emendamento del Sale of Goods Act 1979 relativo agli standard di qualità dei beni forniti nel 1994.
La legge italiana, relativamente alle opere edili, definisce la durabilità come "... conservazione delle caratteristiche fisiche e meccaniche dei materiali e delle strutture, proprietà essenziale affinché i livelli di sicurezza vengano mantenuti durante tutta la vita dell’opera, deve essere garantita attraverso una opportuna scelta dei materiali e un opportuno dimensionamento delle strutture, comprese le eventuali misure di protezione e manutenzione."

## Tempo di vita del prodotto e sostenibilità del consumo
Il tempo di vita dei beni è un fattore significativo per lo sviluppo sostenibile. Tempi di vita più lunghi possono contribuire all'efficienza e sufficienza ecologica. Tim Cooper (2005) propose un modello per dimostrare il ruolo cruciale del tempo di vita di un prodotto per sostenere la produzione e il consumo.

## Tipi di durabilità
La durabilità può comprendere diverse e specifiche proprietà fisiche di prodotti progettati, tra cui:
- Trattamenti di protezione dalla polvere
- Resistenza alla fatica
- Trattamenti di resistenza al fuoco
- Radiation hardening
- Tensioni residue
- Trattamenti di resistenza alla ruggine
- Tenacità
- Impermeabilità